# Statistiques mondiales de recherche et développement
La recherche scientifique est une fonction importante de l'activité économique. Son pilotage, et en particulier la gestion des fonds publics dévolus au financée, requiert le développement d'une batterie d'indicateurs permettant d'évaluer l'efficacité des différents systèmes de recherche et la pertinence des politiques de recherche qui leur sont appliquées.
Cette page présente, pour les années récentes, les données relatives aux principaux indicateurs de R&D.

## Financement de la R&D
| Pays                 | DIRD 2004 (millions $ PPA courantes) | Intensité (DIRD en % du PIB) | % financé par l'industrie | % financé par l'État | % exécuté par l'industrie | % exécuté par l'ens. Supérieur | % exécuté par l'État |
| -------------------- | ------------------------------------ | ---------------------------- | ------------------------- | -------------------- | ------------------------- | ------------------------------ | -------------------- |
| États-Unis           | 312535,4,                            | 2,68,                        | 63,7,                     | 31,                  | 70,1,                     | 13,6,                          | 12,2,                |
| Japon                | 118026,3                             | 3,13                         | 74,8                      | 18,1                 | 75,2                      | 13,4                           | 9,5                  |
| Chine                | 93992                                | 1,23                         | 65,7,                     | 26,6,                | 66,8                      | 10,2                           | 23                   |
| Allemagne            | 59115                                | 2,49                         | 67,1                      | 30,4                 | 70,4                      | 16,3                           | 13,2,                |
| France               | 38985                                | 2,16                         | 50,8                      | 39                   | 62,9                      | 19,1                           | 16,7                 |
| Royaume-Uni          | 33231,2                              | 1,88                         | 43,8                      | 31,4                 | 65,7                      | 21,4                           | 9,7                  |
| Corée                | 28288,3                              | 2,85                         | 75                        | 23,1                 | 76,7                      | 9,9                            | 12,1                 |
| Canada               | 21047,6                              | 1,99                         | 47,1                      | 34,1,                | 52,7                      | 37,5                           | 9,5                  |
| Italie               | 17505,5                              | 1,11                         | 43                        | 50,8                 | 47,3                      | 33,9                           | 17,5                 |
| Fédération de Russie | 16669,7                              | 1,15                         | 31,4                      | 60,6                 | 69,1                      | 5,5                            | 25,3                 |
| Taïwan               | 14951                                | 2,56                         | 64,4                      | 33,9                 | 64,4                      | 11,6                           | 23,4                 |
| Espagne              | 11801,9                              | 1,07                         | 48                        | 41                   | 54,4                      | 29,5                           | 16                   |
| Suède                | 10440,9                              | 3,95                         | 65                        | 23,5                 | 74,1                      | 22                             | 3,5                  |
| UE-25                | 210167,9                             | 1,81                         | 53,7                      | 35                   | 63,3                      | 22,1                           | 13,4                 |
| OCDE                 | 729430,8,                            | 2,26,                        | 61,9                      | 30,2                 | 67,9,                     | 17,1,                          | 12,5,                |

Source : OCDE, Principaux indicateurs de la science et de la technologie, juin 2006.

## Évolution de l'intensité de la DIRD
L'intensité de la DIRD est la fraction du PIB, en pourcentage, consacrée à la recherche et développement.
| Pays                 | 1995  | 2000 | 2001 | 2002 | 2003  | 2004  |
| -------------------- | ----- | ---- | ---- | ---- | ----- | ----- |
| États-Unis           | 2,51  | 2,74 | 2,76 | 2,65 | 2,68, | 2,68, |
| Japon                | 2,9   | 2,99 | 3,07 | 3,12 | 3,15  | 3,13  |
| Chine                | 0,57  | 0,9  | 0,95 | 1,07 | 1,13  | 1,23  |
| Allemagne            | 2,19  | 2,45 | 2,46 | 2,49 | 2,52  | 2,49  |
| France               | 2,29  | 2,15 | 2,2  | 2,23 | 2,18  | 2,16  |
| Royaume-Uni          | 1,95  | 1,86 | 1,87 | 1,89 | 1,88  | nr    |
| Corée                | 2,37  | 2,39 | 2,59 | 2,53 | 2,63  | 2,85  |
| Canada               | 1,72  | 1,94 | 2,13 | 2,06 | 2     | 1,99  |
| Italie               | 0,97  | 1,05 | 1,09 | 1,13 | 1,11  | nr    |
| Fédération de Russie | 0,85  | 1,05 | 1,18 | 1,25 | 1,28  | 1,15  |
| Taïwan               | 1,78  | 2,06 | 2,17 | 2,31 | 2,45  | 2,56  |
| Espagne              | 0,79  | 0,91 | 0,92 | 0,99 | 1,05  | 1,07  |
| Suède                | 3,32, | nr   | 4,25 | nr   | 3,95  | nr    |
| UE-25                | 1,69  | 1,77 | 1,8  | 1,81 | 1,81  | nr    |
| OCDE                 | 2,07, | 2,23 | 2,27 | 2,24 | 2,25  | 2,26, |

Source : OCDE, Principaux indicateurs de la science et de la technologie, juin 2006.

## Évolution des populations de chercheurs et effectifs totaux
Le tableau ci-dessous donne l'évolution du nombre de chercheurs pour mille emplois, ainsi que les effectifs totaux pour 2004, en équivalence plein temps.
| Pays                 | 1995  | 1999  | 2000  | 2001  | 2002  | 2003 | 2004 | Effectif 2004 |
| -------------------- | ----- | ----- | ----- | ----- | ----- | ---- | ---- | ------------- |
| États-Unis           | 08,1  | 09,3  | 09,3  | 09,5  | 09,6  | nr   | nr   | 1 334 628     |
| Japon                | 10,1  | 09,9  | 09,7  | 10,2  | 09,9  | 10,4 | 10,4 | 677 206       |
| Chine                | 00,8  | 00,7  | 01    | 01    | 01,1  | 01,2 | 01,2 | 926 252       |
| Allemagne            | 06,1  | 06,6  | 06,6  | 06,7  | 06,8  | 06,9 | nr   | 268 942       |
| France               | 06,7  | 06,8  | 07,1  | 07,2  | 07,5  | 07,7 | nr   | 192 790       |
| Royaume-Uni          | 05,3  | nr    | nr    | nr    | nr    | nr   | nr   | 157 662       |
| Corée                | 04,9  | 04,9  | 05,1  | 06,3  | 06,4  | 06,8 | 06,9 | 156 220       |
| Canada               | 06,4  | 06,7  | 07,1  | 07,5, | 07,2, | nr   | nr   | 112 624,      |
| Italie               | 03,5  | 02,9  | 02,9  | 02,9  | 03    | 02,9 | nr   | 70 332        |
| Fédération de Russie | 09,2  | 07,8  | 07,8  | 07,9  | 07,5  | 07,4 | 07,1 | 477 647       |
| Taïwan               | nr    | 05,8, | 05,8, | 06,4, | 06,8, | 07,1 | 07,4 | 72 720        |
| Espagne              | 03,5  | 03,9  | 04,7  | 04,7  | 04,8  | 05,2 | 05,5 | 100 994       |
| Suède                | 08,2  | 09,6  | nr    | 10,6  | nr    | 11   | nr   | 47 836        |
| UE-25                | 04,9  | 05,3  | 05,4  | 05,6  | 05,7  | 05,9 | nr   | 1 178 116     |
| Total OCDE           | 05,8, | 06,5  | 06,6  | 06,8  | 06,9  | nr   | nr   | 3 559 133     |

Source : OCDE, Principaux indicateurs de la science et de la technologie, juin 2006.

### Effectifs en France (hors défense)
| Effectifs en équivalent temps plein        | 1992   | 1993   | 1994   | 1995   | 1996   | 1997   | 1998   | 1999   | 2000   | 2001   | 2002   | 2003   |
| Chercheurs des entreprises                 | 64688  | 66455  | 66714  | 66617  | 68487  | 72023  | 71717  | 75390  | 81011  | 88478  | 95293  | 100645 |
| Chercheurs des administrations             | 74462  | 76317  | 78878  | 80156  | 81004  | 80716  | 82158  | 82446  | 87709  | 88893  | 91126  | 92143  |
| Personnel total de R&D des entreprises     | 164378 | 164384 | 161955 | 162042 | 162590 | 166311 | 167765 | 171563 | 177687 | 185468 | 191216 | 193255 |
| Personnel total de R&D des administrations | 127137 | 128888 | 131875 | 133938 | 134668 | 133090 | 135423 | 136396 | 141684 | 144279 | 148630 | 149051 |
| Nombre total de chercheurs                 | 139150 | 142772 | 145592 | 146773 | 149491 | 152739 | 153875 | 157836 | 168720 | 177371 | 186419 | 192789 |
| Personnel total de R&D                     | 291515 | 293272 | 293830 | 295980 | 297258 | 299401 | 303188 | 307960 | 319371 | 329747 | 339846 | 342307 |

Source primaire : MENESR - DEP B3
Source secondaire : DIRD et DNRD de 1992 à 2004 (E) et personnel de R&D rémunéré de 1992 à 2003 sur la page du bureau des études statistiques sur la recherche du MENESR

### Sources en ligne
- État de la recherche et du développement technologique, annexe informative ("jaune budgétaire") au projet de loi de finances pour 2005.
- Eurostat (voir "innovation et recherche").
- Ministère délégué à l'Enseignement supérieur et à la Recherche, et en particulier la page du bureau des études statistiques sur la recherche, accessible depuis le site du ministère (DOCUMENTATION > Principaux chiffres sur la recherche et le développement).
- « Science, technologie et industrie: Perspectives de l'OCDE 2006 »(Archive.org • Wikiwix • Archive.is • Google • Que faire ?), accessible sur le site « SourceOCDE »(Archive.org • Wikiwix • Archive.is • Google • Que faire ?). Voir aussi sur le site de l'OCDE (Statistiques > Science, technologie et brevets).
- Science and Engineering Indicators 2006, rapport annuel du National Science Board.